# Căianu (gmina)
Căianu – gmina w Rumunii, w okręgu Kluż. Obejmuje miejscowości Bărăi, Căianu, Căianu Mic, Căianu-Vamă, Vaida-Cămăraș i Văleni. W 2011 roku liczyła 2355 mieszkańców.